# Nicholsicypris dorsohorizontalis
Nicholsicypris dorsohorizontalis es una especie de pez de la familia
Cyprinidae en el orden de los Cypriniformes. Es un pez de agua dulce y de clima tropical. Se encuentra en Vietnam.